# Hoplochelus primoti
Hoplochelus primoti är en skalbaggsart som beskrevs av Dewailly 1950. Hoplochelus primoti ingår i släktet Hoplochelus och familjen Melolonthidae. Inga underarter finns listade i Catalogue of Life.